# جوزفين كالبرتسون
جوزفين كالبرتسون (بالإنجليزية: Josephine Culbertson)‏ هي مُدرسة أمريكية، ولدت في 2 فبراير 1898 في Bayside, Queens ‏ في الولايات المتحدة، وتوفيت في 23 مارس 1956 في نيويورك في الولايات المتحدة.